# Xenocyprinae
La sottofamiglia Xenocyprinae comprende 13 specie di pesci d'acqua dolce appartenenti alla famiglia Cyprinidae.

## Generi
La sottofamiglia è divisa in 5 generi:
- Distoechodon
- Hypophthalmichthys
- Plagiognathops
- Pseudobrama
- Xenocypris